# Curvularia affinis
Curvularia affinis är en svampart som beskrevs av Boedijn 1933. Curvularia affinis ingår i släktet Curvularia och familjen Pleosporaceae.   Inga underarter finns listade i Catalogue of Life.